# Lars Albert

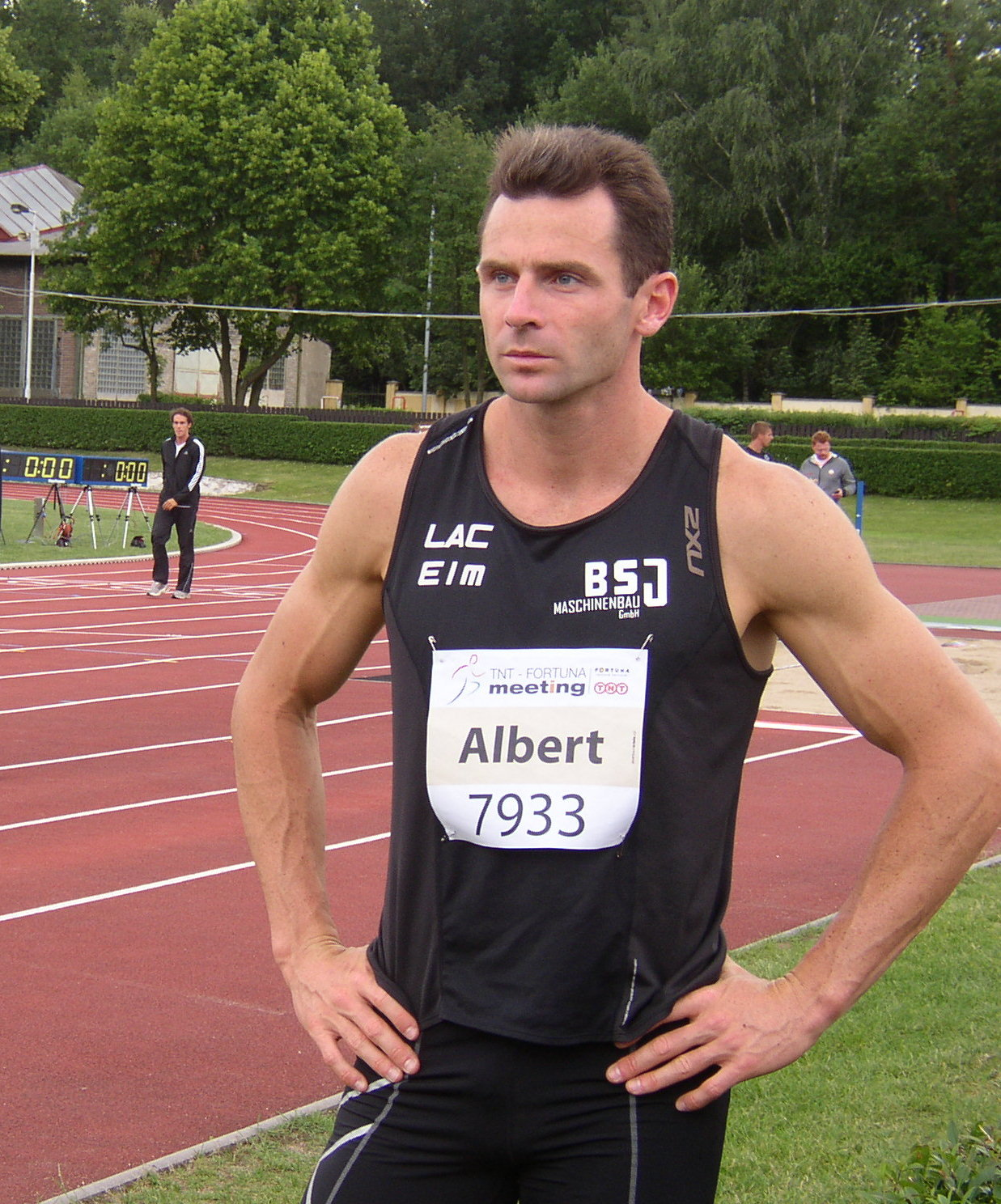
Lars Albert (2011)

Lars Albert (* 9. Februar 1982 in Saarbrücken) ist ein ehemaliger deutscher Leichtathlet und heutiger Trainer. 2006 und 2007 wurde er Deutscher Meister im Zehnkampf.

## Leben
Albert wurde am 9. Februar 1982 in Saarbrücken geboren. Seine Mutter Liesel Krauhs war in den 1970er Jahren mehrfach Deutsche Vizemeisterin im Fünfkampf und stellte 1978 einen deutschen Rekord auf. Albert begann seine Karriere mit 14 Jahren als Deutscher Meister im Achtkampf der Schüler 1996 mit 4773 Punkten. 2000 und 2001 wurde er Deutscher Jugendmeister im Zehnkampf mit 7492 und 7847 Punkten. Im Jahr 2001 erhielt Albert die Auszeichnung „Bester Nachwuchssportler des Saarlandes“ des LSVS, nachdem er bei den Junioreneuropameisterschaften Zweiter geworden war. 2003 wurde er Vierter bei den U23-Europameisterschaften.
2006 wurde Albert mit 7848 Punkten Deutscher Meister. Im Jahr darauf konnte er seinen Titel mit 7679 Punkten verteidigen. 2008 steigerte er beim Mehrkampf-Meeting in Ratingen seine persönliche Bestleistung auf 7933 Punkte. Am 5. April 2007 war er einer der fünf letzten Kandidaten für die 10. Sendung von Schlag den Raab. Er wurde Zweiter und konnte damit nicht teilnehmen. 2011 gewann er mit 5777 Punkten die Deutsche Hallenmeisterschaft im Siebenkampf.
Lars Albert ist 1,96 m groß und hatte ein Wettkampfgewicht von 97 kg. Er startete für den LAC Elm und wurde in der Hermann-Neuberger-Sportschule in Saarbrücken von seinem Vater, Dieter Albert, trainiert. Er lebt in der saarländischen Kleinstadt Püttlingen. Nach einem abgebrochenen Medizinstudium studierte er Sport und Geografie auf Lehramt. Er war unter anderem Lehrer am Gymnasium Ottweiler und am Saarbrücker Gymnasium am Rotenbühl.
Seit November 2015 ist Albert Nachwuchs-Bundestrainer für den Mehrkampf.

## Persönliche Bestleistungen
- Zehnkampf: 7933 Punkte, 22. Juni 2008 in Ratingen
  - 100 Meter: 11,05 Sekunden, 28. Mai 2005 in Götzis
  - Weitsprung: 7,48 Meter, 31. August 2001 in Berlin
  - Kugelstoßen: 16,02 Meter, 5. August 2006 in Manhattan
  - Hochsprung: 1,97 Meter, 5. August 2006 in Manhattan
  - 400 Meter: 50,41 Sekunden, 17. Mai 2008 in Filderstadt
  - 110 Meter Hürden: 14,74 Sekunden, 18. Mai 2008 in Filderstadt
  - Diskuswurf: 51,04 Meter, 10. Mai 2009 in Desenzano del Garda
  - Stabhochsprung: 5,10 Meter, 22. Juni 2008 in Ratingen
  - Speerwurf: 65,33 Meter, 16. September 2006 in Püttlingen
  - 1500 Meter: 4:37,18 Minuten, 3. Juni 2001 in Filderstadt
- Siebenkampf (Halle): 5777 Punkte, 30. Januar 2011 in Frankfurt-Kalbach